# Ion Bălaceanu
Ion Bălăceanu (Bucarest, 25 gennaio 1828 – Nizza, 22 dicembre 1914) è stato un politico rumeno.
Rivoluzionario durante i moti del 1848, fu in esilio fino al 1857. Dal 30 gennaio al 31 marzo 1876 fu ministro degli Esteri, nel periodo del Principato di Romania e rappresentò la Romania in vari congressi.
| Controllo di autorità | VIAF (EN) 18280444 · ISNI (EN) 0000 0000 5367 0682 · CERL cnp00500133 · LCCN (EN) no2004058524 · GND (DE) 12859280X |